# تاریخ نبرد فریدریش دوم با جان ابلین مخدوم خود
تاریخ نبرد فریدریش دوم با جان ابلین مخدوم خود اثر فیلیپ ناواری، مستشار جان ابلین که وی در این کتاب به منازعات امیران و حاکمان صلیبی با یکدیگر پرداخته‌است. وی در این کتاب حوادث جنگ صلیبی پنجم و ششم را که به چشم خود دیده‌است و آنها را در کتاب خود ثبت و ضبط کرده‌است.